# Подбоч
Подбоч (словен. Podboč) — поселення в общині Польчане, Подравський регіон‎, Словенія.